# Logmbon
Logmbon est un village du Cameroun, rattaché à la commune de Pouma, situé dans le département de la Sanaga-Maritime et la région du Littoral, situé sur la route de Pouma à Sackbayémé, à 15 km de Pouma.

## Population et développement
En 1967, la population de Logmbon était de 355 habitants, essentiellement des Bassa. La population de Logmbon était de 13 habitants dont 7 hommes et 6 femmes, lors du recensement de 2005.  